# Бель-Эйр (Лос-Анджелес)
Бель-Эйр (англ. Bel Air) — район в западной части Лос-Анджелеса, штат Калифорния, расположенный в предгорьях гор Санта-Моника.

## История
Община была основана в 1923 году Альфонсо Беллом. Белл владел фермой в Санта-Фе-Спрингс, штат Калифорния, где была обнаружена нефть. Он купил большое ранчо с домом на месте нынешней Бель-Эйр-Роуд, а затем разделил и развил собственность с большими жилыми участками. Над генеральным планом работал ландшафтный архитектор, Марк Дэниелс. Он также построил клуб Bel-Air Bay Club в Пасифик-Палисейдс и загородный клуб Bel-Air Country Club. Его супруга выбрала итальянские названия для улиц. В 1931 году она также основала клуб Bel-Air Garden Club.
Вместе с Беверли-Хиллз и Холмби-Хиллз Бель-Эйр образует треугольник Лос-Анджелесских кварталов.

## География
Бель-Эйр расположен примерно в 12 милях (19 км) к западу от центра Лос-Анджелеса, в горах Санта-Моника. Он расположен через бульвар Сансет от северной окраины главного кампуса Калифорнийского университета в Лос-Анджелесе. В самом сердце общины находится загородный клуб «Бель-Эйр» и отель «Бель-Эйр».
Наряду с Беверли-Хиллз и Брентвудом, Бель-Эйр является частью дорогостоящего района на западном побережье, известного как three Bs.
Согласно классификации климатов Кёппена, Бель-Эйр имеет теплый летний средиземноморский климат.

## Демография
Перепись населения США 2000 года насчитала 7 691 жителя в районе Бель-Эйр площадью 6,37 квадратных мили (16,5 км2), с 1,207 на квадратную милю (466/км2) он имеет одну из самых низких плотностей населения для города и округа. В 2008 году население города увеличилось до 8253 человек.
В 2000 году средний возраст жителей составлял 46 лет, что было высоким показателем для городских и окружных районов. Процент жителей в возрасте 50 лет и старше был одним из самых высоких в округе.
4,1 % семей родителей-одиночек, считались низкими для городских и уездных районов. Процент женатых людей в Бель-Эйре был одним из самых высоких в округе —66,0 % для мужчин и 65,7 % для женщин. Здесь было 808 ветеранов, или 12,9 % населения.
Этот район считался не особенно этнически разнообразным, с относительно высоким процентом белых людей. Доля белых составила 83,0 %, азиатов — 8,2 %, латиноамериканцев — 4,6 %, темнокожих — 0,9 % и других — 3,2 %. Иран — 26,1 % и Южная Африка — 8,2 % были наиболее распространенными местами рождения для 24,1 % жителей, родившихся за границей, что составляло средний процент для Лос-Анджелеса в целом.

## Достопримечательности
Здесь расположен «Японский сад Ханны Картер». Он был вдохновлен садами Киото. Многие сооружения в саду — главные ворота, садовый домик, мосты и храм были построены в Японии и вновь собраны здесь. Античная резьба по камню, водоемы и фонари, а также пятиярусная пагода и ключевые символические камни также из Японии.

## Образование
Почти две трети (66,1 %) жителей Бель-Эйр в возрасте 25 лет и старше получили степень к 2000 году, что является высоким процентом для города и округа. Процент жителей в этом возрастном диапазоне со степенью бакалавра или выше был высоким для округа. Община находится в пределах Объединенного школьного округа Лос-Анджелеса. Этот район находится в пределах района правления 4. По состоянию на 2009 год округ представлял Стив Циммер.
Роскомар-Роуд и начальная школа Уорнер-Авеню в Уэствуде — это зональные начальные школы, обслуживающие Бель-Эйр.Бель-Эйр находится в пределах посещаемости средней школы Эмерсона в Уэствуде и средней школы Университета в Западном Лос-Анджелесе.
В Бель-Эйр ранее размещалась школа Белладжио-Роуд с 3 по 8 класс для вновь прибывших иммигрантов. В 2002 году в ней обучались 390 студентов из Армении, Китая, Гватемалы, Кореи, России и других стран. Эта программа была размещена в бывшей дорожной школе Белладжио.